# Jean-Claude Colotti
Jean-Claude Colotti (né le 1er juillet 1961 à La Tronche) est un coureur cycliste français des années 1980-90. Il est le père de Fabien Colotti.

## Biographie
Professionnel de 1986 à 1996, il remporte notamment  la 17e étape du Tour de France 1992 entre La Bourboule et Montluçon. Durant sa carrière, il fut un bon coureur de classiques.
Il fut en outre célèbre pour être le recordman des deuxièmes places. Ainsi lors de la 14e étape du Tour de France 1991 prend-il sa 22e deuxième place derrière Bruno Cenghialta.

## Palmarès sur route

### Palmarès amateur
- 1986
  - 7e étape du Circuit des Mines[2]
  - Annemasse-Bellegarde et retour
  - Circuit du Printemps Nivernais
  - Tour de la Moyenne Alsace
  - 3e du Tour de Franche-Comté

### Palmarès professionnel
- 1987
  - Tour de Vendée
  - 2e de La Marseillaise
  - 2e du Grand Prix de la ville de Rennes
  - 2e d'Annemasse-Bellegarde et retour
  - 2e de Châteauroux-Limoges
  - 3e de Paris-Camembert
- 1988
  - 2e étape du Circuit de la Sarthe
  - 2e du Grand Prix de la ville de Rennes
  - 3e du Circuit de la Sarthe
  - 3e de Châteauroux-Limoges
  - 3e de Paris-Bourges
- 1989
  - Grand Prix de Plouay
  - 2e du Tour d'Armorique
  - 3e du Grand Prix du Midi libre
  - 6e de Paris-Nice
  - 10e de Paris-Tours
- 1990
  - 1re étape du Tour de Burgos
  - Prologue du Grand Prix du Midi libre
  - 3e du Grand Prix du Midi libre
  - 6e de Milan-San Remo
  - 9e du Tour des Flandres
- 1991
  - 4e étape du Tour du Limousin
  - 2e de Paris-Roubaix
  - 2e du Grand Prix de Fourmies
- 1992
  - 1re étape de la Semaine catalane
  - 2e étape du Tour d'Armorique
  - 17e étape du Tour de France
  - 3e du championnat de France sur route
  - 4e de l'Amstel Gold Race
  - 5e de Paris-Roubaix
- 1993
  - 4ea étape du Tour du Limousin
  - 8e de Milan-San Remo
- 1995
  - 2e du championnat de France sur route

## Résultats sur les grands tours

### Tour de France
9 participations
- 1987 : abandon (16e étape)
- 1988 : 55e
- 1989 : 67e
- 1990 : 50e
- 1991 : 80e
- 1992 : 95e, vainqueur de la 17e étape
- 1993 : 133e
- 1994 : abandon (15e étape)
- 1996 : abandon (17e étape)

### Tour d'Italie
1 participation
- 1990 : 95e

### Tour d'Espagne
2 participations
- 1989 : abandon (5e étape)
- 1995 : abandon (8e étape)

## Palmarès sur piste

### Six jours
- 1991
  - Six Jours de Grenoble (avec Philippe Tarantini)
- 1994
  - Six Jours de Nouméa  (avec Jean-Michel Monin)
  - Six Jours de Grenoble (avec Dean Woods)

### Championnats de France
- Champion de France de poursuite : 1987